# Battal Gazi
Battal Gazi oder Seyyid Battal Gazi (* Ende des 7. Jahrhunderts; † 740) war ein legendärer Anführer der Araber in den Kriegen gegen Byzanz während der Omayyaden-Zeit. Die Existenz der historischen Figur ist gesichert, allerdings sind keine Einzelheiten über sein Leben bekannt. Battal Gazis Leben inspirierte aber Volksdichter zum Schreiben mehrerer Heldenepen über ihn. Er verkörperte die typische Lebensweise eines frühmittelalterlichen Bewohners der Grenzgebiete zwischen der christlichen und der muslimischen Welt. Zu den bedeutendsten Epen gehört das arabische Epos Ḏāt al-himma / ذات الهمة und das türkische Epos Seyyid Baṭṭāl / سيد بطال. Beide Geschichten sind miteinander verwandt, sind aber ohne gegenseitige Beeinflussung unabhängig voneinander entstanden. Vermutlich gehen beide auf eine alte arabische Überlieferung zurück.
Die Überlieferungen und Dichtung insbesondere nach der türkischen Eroberung Anatoliens machten Battal Gazi zur Hauptfigur verschiedener Erzählungen und zu einem Zeitgenossen der Abbasiden und zum angeblichen Gründer der Danischmenden Dynastie in Anatolien. In einer seiner Geschichten, die zur Umayyadenzeit spielt, zieht er mit den Arabern gegen Konstantinopel und belagert die Stadt. Sein Gegenspieler ist der Imperator Leon. Tatsächlich belagerten die Araber Konstantinopel 717 bis 718 und ein Herrscher mit Namen Leon III. ist für 717 belegt. Wenn man bedenkt, dass Seyyid Battal Ghazi in dieser Geschichte zwischen 20 und 30 Jahre alt war, so kam er in dem Zeitraum von 690 bis 695 auf die Welt. Als Todesjahr wird 740 angenommen. Er kam während der Schlacht bei Akroinon in der heutigen Provinz Afyonkarahisar ums Leben.

## Battalnâme
Legenden über Battal Gazi wurden von den Jahrhunderte später nach Anatolien einwandernden Türken adaptiert und zu Berichten zusammengefasst, die von ihnen Battalnâme (Buch des Battals) genannt wurden. Die Ereignisse in den Überlieferungen erstrecken sich vom 8. bis 11. Jahrhundert, während die Aufzeichnungen vom Ende des 11. bis zum Anfang des 13. Jahrhunderts erfolgten. Originale aus dieser Zeit existieren jedoch nicht mehr. Osmanische Geschichtsschreiber wie Gelibolulu Mustafa Âlî und Fındıklılı Süleyman Efendi und Reisende wie Evliya Çelebi behandelten die Berichte als historische Realitäten.
Battal Gazi konnte diesen Überlieferungen zufolge in einem Wimpernschlag riesige Abstände überwinden, wilde Tiere gehorchten seinem Befehl, Feuer konnte ihm nichts anhaben. Er führte Krieg gegen Riesen, Hexen und Ungläubige, war weise und stark. Er war Freund der Peri (Fee), sprach dank der Spucke des Propheten Mohammed, die ihm sein Freund Abdülvehhâb Gâzî überbrachte, sämtliche Sprachen der Welt. Schauplatz vieler Berichte ist das heutige Malatya. Battal Gazi wurden in den Battalnâmes Namen und Herkunft zugeschrieben, allerdings sind die Angaben zu seiner Kunya und zu seiner Familie allesamt widersprüchlich. Die Verehrung in Anatolien durch heterodoxe Gruppen führte sogar dazu, dass seine Zugehörigkeit zu den Omayyaden in Vergessenheit geriet und ihm als Seyyid eine Herkunft zu Ali zugeschrieben wurde, der mit den Omayyaden verfeindet war.
In dem Buch namens Danischmendnâme, das über den ersten Danischmendenherrscher Danischmend Ghazi erzählt, wird Battal Gazi zum ersten Mal als Ahnherr dieser Dynastie gesehen. Das Danischmendnâme wurde ein Jahrhundert nach dem Tode von Danischmend Gazi im Auftrag des Seldschuken Kai Kobad I. angefertigt. Die endgültige Form erhielt es im frühen 15. Jahrhundert durch den osmanischen Sultan Murad II.

## Grab
Seyyid Battal Gazis Grab würde Überlieferungen zufolge  durch einen Traum von Ümmühan Hatun, Ehefrau des seldschukischen Sultans Kai Chosrau I. und Mutter des Kai Kobad I.,  wiederentdeckt und liegt dem nach ihm benannten Landkreis Seyitgazi in der Provinz Eskişehir. 1207 ließ Ümmühan das Grab zu einem Komplex mit einer Moschee, einer Medresse und anderen Gebäuden wie Küchen und Bäckereien ausbauen. Sultan Bayezid II. restaurierte den Grabkomplex. Heute ist das Grab immer noch Ziel vieler Menschen.
Andere Grabstätten in anderen türkischen Städten werden auch als Grab von Seyyid Battal Gazi oder von dessen Vater Hüseyin Gazi ausgegeben. So gibt es sowohl in Divriği als auch in Ankara Gräber von Hüseyin Gazi. Zu Ehren von Battal Gazi wurde ein Stadtteil von Malatya nach ihm umbenannt. Die Ehefrau und zwei seiner Kinder sind angeblich in Malatya begraben.

## Verfilmungen
- Battal Gazi Destanı (Das Battal-Gazi-Epos), Türkei 1971 mit Cüneyt Arkın
- Battal Gazi'nin İntikamı (Die Rache des Battal Gazi), Türkei 1972 mit Cüneyt Arkın
- Battal Gazi Geliyor (Battal Gazi kommt), Türkei 1973 mit Cüneyt Arkın
- Battal Gazi'nin Oğlu (Der Sohn von Battal Gazi), Türkei 1974 mit Cüneyt Arkın